# Campeonato Mundial de Atletismo de 2005 - 400 m feminino
A competição dos 400 metros feminino no Campeonato Mundial de Atletismo de 2005 foi realizada no Estádio Olímpico, em Helsinque, na Finlândia, entre os dias 7 a 10 de agosto de 2005.

## Recordes
Antes desta competição, os recordes mundiais e do campeonato nesta prova eram os seguintes:
| Tipo                  | Atleta                | Tempo | Local     | Data                 |
| --------------------- | --------------------- | ----- | --------- | -------------------- |
|                       | Marita Koch           | 47.60 | Canberra  | 6 de outubro de 1985 |
| Recorde do campeonato | Jarmila Kratochvílová | 47.99 | Helsinque | 10 de agosto de 1983 |

## Medalhistas
| Ouro                           | Prata                | Bronze            |
| Tonique Williams-Darling (BHS) | Sanya Richards (USA) | Ana Guevara (MEX) |

## Calendário
Todos os horários estão no horário local (UTC+2)
| Data         | Horário | Fase          |
| ------------ | ------- | ------------- |
| 7 de agosto  | 11:55   | Eliminatórias |
| 8 de agosto  | 21:00   | Semifinal     |
| 10 de agosto | 20:00   | Final         |

## Resultados

### Eliminatórias
Qualificação: Os 3 primeiros de cada bateria (Q) e os 6 melhores tempos (q) avançam para as semifinais.
Bateria 1
| Pos. | Atleta            | Nacionalidade | Tempo | Notas                |
| ---- | ----------------- | ------------- | ----- | -------------------- |
| 1    | Ana Guevara       | México        | 51.14 | Q                    |
| 2    | Christine Amertil | Bahamas       | 51.35 | Q                    |
| 3    | Fatou Bintou Fall | Senegal       | 51.45 | Q                    |
| 4    | Donna Fraser      | Grã-Bretanha  | 51.68 | q                    |
| 5    | Anna Guzowska     | Polónia       | 52.20 | q                    |
| 6    | Dímitra Dóva      | Grécia        | 52.29 |                      |
| 7    | Egle Uljas        | Estónia       | 52.94 | Recorde da temporada |
| 8    | Kou Luogon        | Libéria       | 54.85 |                      |

Bateria 2
| Pos. | Atleta                   | Nacionalidade  | Tempo | Notas |
| ---- | ------------------------ | -------------- | ----- | ----- |
| 1    | DeeDee Trotter           | Estados Unidos | 51.44 | Q     |
| 2    | Christine Ohuruogu       | Grã-Bretanha   | 51.76 | Q     |
| 3    | Karen Shinkins           | Irlanda        | 51.82 | Q     |
| 4    | Kaltouma Nadjina         | Chade          | 51.88 | q     |
| 5    | Lucimar Teodoro          | Brasil         | 52.19 | q     |
| 6    | Asami Chiba              | Japão          | 52.80 |       |
| 7    | Sandrine Thiébaud-Kangni | Togo           | 53.39 |       |
| 8    | Gayane Bulghadaryan      | Armênia        | 59.46 |       |

Bateria 3
| Pos. | Atleta              | Nacionalidade         | Tempo   | Notas                |
| ---- | ------------------- | --------------------- | ------- | -------------------- |
| 1    | Svetlana Pospelova  | Rússia                | 50.80   | Q                    |
| 2    | Tiandra Ponteen     | São Cristóvão e Neves | 51.37   | Q                    |
| 3    | Nawal El Jack       | Sudão                 | 51.61   | Q                    |
| 4    | Maria Laura Almirão | Brasil                | 52.69   |                      |
| 5    | Libania Grenot      | Cuba                  | 53.05   |                      |
| 6    | Barbara Petráhn     | Hungria               | 53.09   |                      |
| 7    | Kirsi Mykkänen      | Finlândia             | 53.10   |                      |
| 8    | Shifana Ali         | Maldivas              | 1:01.55 | Recorde da temporada |

Bateria 4
| Pos. | Atleta                   | Nacionalidade | Tempo | Notas |
| ---- | ------------------------ | ------------- | ----- | ----- |
| 1    | Tonique Williams-Darling | Bahamas       | 51.04 | Q     |
| 2    | Olesya Zykina            | Rússia        | 51.59 | Q     |
| 3    | Shericka Williams        | Jamaica       | 52.07 | Q     |
| 4    | Anna Kozak               | Bielorrússia  | 52,19 | q     |
| 5    | Grażyna Prokopek         | Polónia       | 52.39 |       |
| 6    | Solene Désert            | França        | 52.94 |       |
| 7    | Amantle Montsho          | Botswana      | 53.97 |       |

Bateria 5
| Pos. | Atleta              | Nacionalidade  | Tempo | Notas |
| ---- | ------------------- | -------------- | ----- | ----- |
| 1    | Sanya Richards-Ross | Estados Unidos | 51.00 | Q     |
| 2    | Amy Mbacké Thiam    | Senegal        | 51.66 | Q     |
| 3    | Lorraine Fenton     | Jamaica        | 52.07 | Q     |
| 4    | Hazel-Ann Regis     | Granada        | 52.51 |       |
| 5    | Antonina Yefremova  | Ucrânia        | 52.89 |       |
| 6    | Aliann Pompey       | Guiana         | 53.12 |       |
| 7    | Estie Wittstock     | África do Sul  | 53.28 |       |

Bateria 6
| Pos. | Atleta            | Nacionalidade            | Tempo | Notas |
| ---- | ----------------- | ------------------------ | ----- | ----- |
| 1    | Natalya Antyukh   | Rússia                   | 51.38 | Q     |
| 2    | Monique Henderson | Estados Unidos           | 51.65 | Q     |
| 3    | Ilona Usovich     | Bielorrússia             | 51.66 | Q     |
| 4    | Lee McConnell     | Grã-Bretanha             | 52.00 | q     |
| 5    | Ronetta Smith     | Jamaica                  | 52.26 |       |
| 6    | Kineke Alexander  | São Vicente e Granadinas | 54.45 |       |
| 7    | Mounira Al-Saleh  | Síria                    | 55.83 |       |
|      | Hortense Béwouda  | Camarões                 |       | DNF   |

### Semifinal
Qualificação: Os 2 primeiros de cada bateria (Q) e os 2 melhores tempos (q) avançam para as finais.
Bateria 1
| Pos. | Atleta              | Nacionalidade         | Tempo | Notas |
| ---- | ------------------- | --------------------- | ----- | ----- |
| 1    | Sanya Richards-Ross | Estados Unidos        | 50.05 | Q     |
| 2    | Amy Mbacké Thiam    | Senegal               | 50.83 | Q     |
| 3    | Natalya Antyukh     | Rússia                | 50.99 |       |
| 4    | Nawal El Jack       | Sudão                 | 51.85 |       |
| 5    | Tiandra Ponteen     | São Cristóvão e Neves | 51.88 |       |
| 6    | Shericka Williams   | Jamaica               | 52.44 |       |
| 7    | Donna Fraser        | Grã-Bretanha          | 52.48 |       |
| 8    | Anna Kozak          | Bielorrússia          | 52.73 |       |

Bateria 2
| Pos. | Atleta             | Nacionalidade  | Tempo | Notas |
| ---- | ------------------ | -------------- | ----- | ----- |
| 1    | Svetlana Pospelova | Rússia         | 50.34 | Q     |
| 2    | DeeDee Trotter     | Estados Unidos | 50.73 | Q     |
| 3    | Christine Amertil  | Bahamas        | 51.03 |       |
| 4    | Christine Ohuruogu | Grã-Bretanha   | 51.43 |       |
| 5    | Lorraine Fenton    | Jamaica        | 51.48 |       |
| 6    | Kaltouma Nadjina   | Chade          | 52.07 |       |
| 7    | Fatou Bintou Fall  | Senegal        | 52.35 |       |
| 8    | Anna Guzowska      | Polónia        | 52.45 |       |

Bateria 3
| Pos. | Atleta                   | Nacionalidade  | Tempo | Notas                |
| ---- | ------------------------ | -------------- | ----- | -------------------- |
| 1    | Tonique Williams-Darling | Bahamas        | 49.69 | Q,                   |
| 2    | Ana Guevara              | México         | 50.33 | Q                    |
| 3    | Olesya Zykina            | Rússia         | 50.73 | q,                   |
| 4    | Monique Henderson        | Estados Unidos | 50.73 | q                    |
| 5    | Ilona Usovich            | Bielorrússia   | 50.96 | Recorde pessoal      |
| 6    | Lee McConnell            | Grã-Bretanha   | 51.15 | Recorde da temporada |
| 7    | Lucimar Teodoro          | Brasil         | 51.98 |                      |
| 8    | Karen Shinkins           | Irlanda        | 52.17 |                      |

### Final
A final ocorreu dia 10 de agosto às 20:00.
| Pos.              | Atleta                   | Nacionalidade  | Tempo | Notas                |
| ----------------- | ------------------------ | -------------- | ----- | -------------------- |
| Medalha de ouro   | Tonique Williams-Darling | Bahamas        | 49.55 | Recorde da temporada |
| Medalha de prata  | Sanya Richards-Ross      | Estados Unidos | 49.74 |                      |
| Medalha de bronze | Ana Guevara              | México         | 49.81 | Recorde da temporada |
| 4                 | Svetlana Pospelova       | Rússia         | 50.11 |                      |
| 5                 | DeeDee Trotter           | Estados Unidos | 51.14 |                      |
| 6                 | Olesya Zykina            | Rússia         | 51.24 |                      |
| 7                 | Monique Henderson        | Estados Unidos | 51.77 |                      |
| 8                 | Amy Mbacké Thiam         | Senegal        | 52.22 |                      |

Legenda
| Recorde mundial       | Recorde mundial (World record)               |                       | Recorde africano                      | Recorde africano (African) |                                           | Q | Classificado por posição (Qualified) |
| Recorde do campeonato | Recorde do campeonato (Championship record)  | Recorde da América    | Recorde da América (Americas)         | q                          | Classificado por melhor tempo (Qualified) |   |                                      |
| Melhor marca do ano   | Melhor marca do ano (World leading)          | Recorde asiático      | Recorde asiático (Asian)              | DNS                        | Não largou (Did not start)                |   |                                      |
| Recorde nacional      | Recorde nacional (National record)           | Recorde europeu       | Recorde europeu (European)            | DNF                        | Não terminou (Did not finish)             |   |                                      |
| Recorde pessoal       | Recorde pessoal do atleta (Personal best)    | Recorde da Oceania    | Recorde da Oceania (Oceania)          | DSQ / DQ                   | Desclassificado (Disqualified)            |   |                                      |
| Recorde da temporada  | Recorde da temporada do atleta (Season best) | Recorde sul-americano | Recorde sul-americano (South America) | NM                         | Sem marca (No mark)                       |   |                                      |